# تریومف هرالد

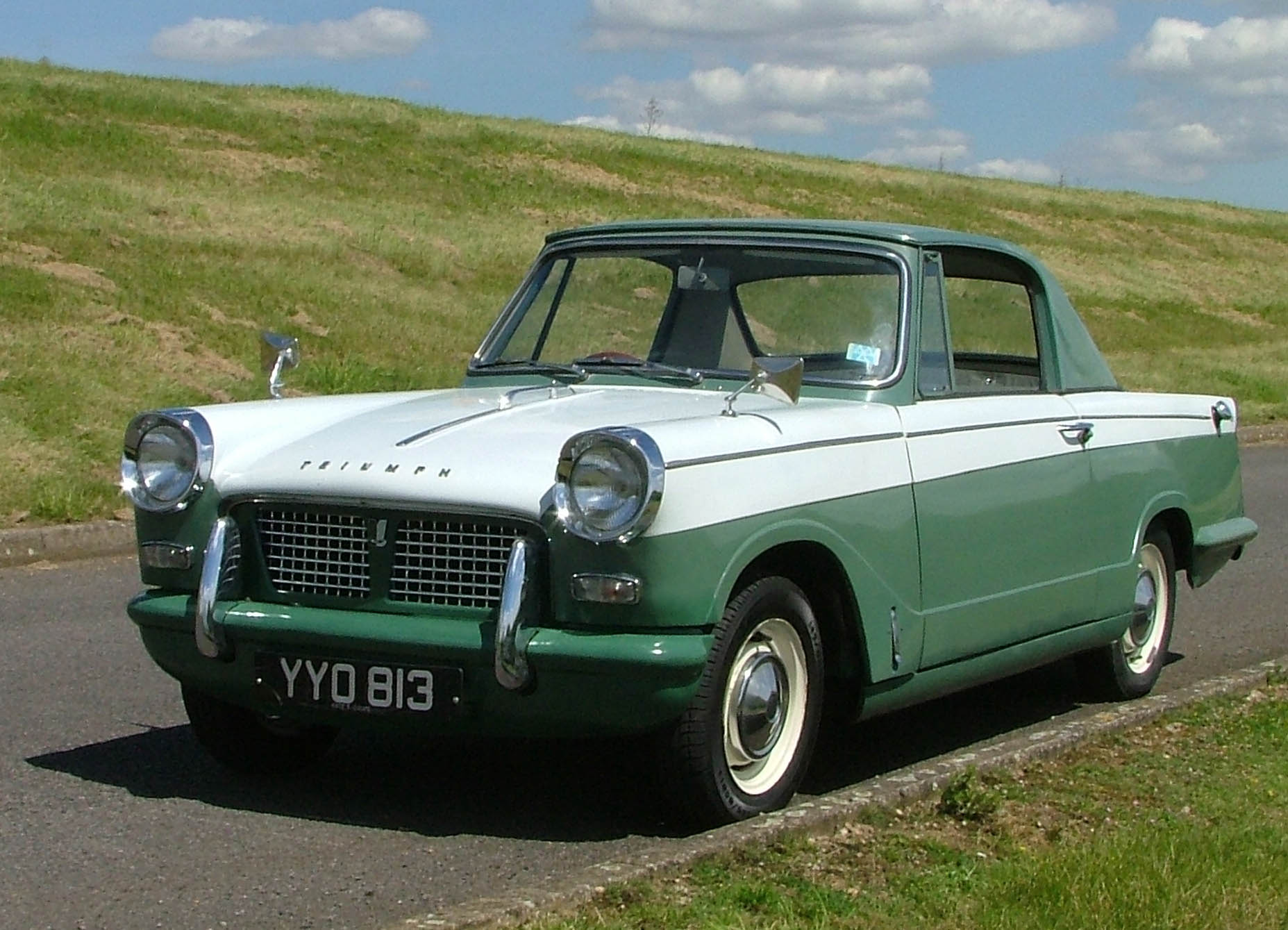

تریومف هرالد (Triumph Herald) خودرویی است که در سال‌های ۱۹۵۹ تا ۱۹۷۱تولید شده‌است.
طراحی آن خودروهای موتور جلو-محور عقب بوده وزن آن در حالت طبیعی ۷۲۵ کیلوگرم (۱٬۵۹۸ پوند) است. سیستم جعبه‌دندهٔ آن ۴ دنده به صورت دستی است.

## نگارخانه

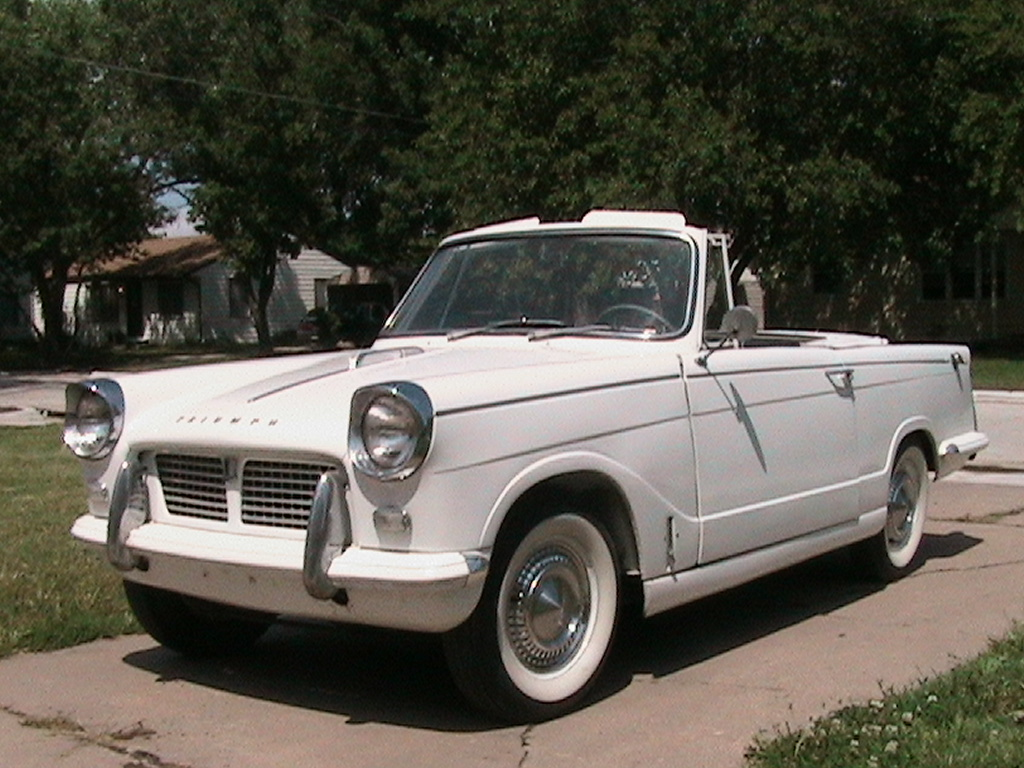